# Analogion

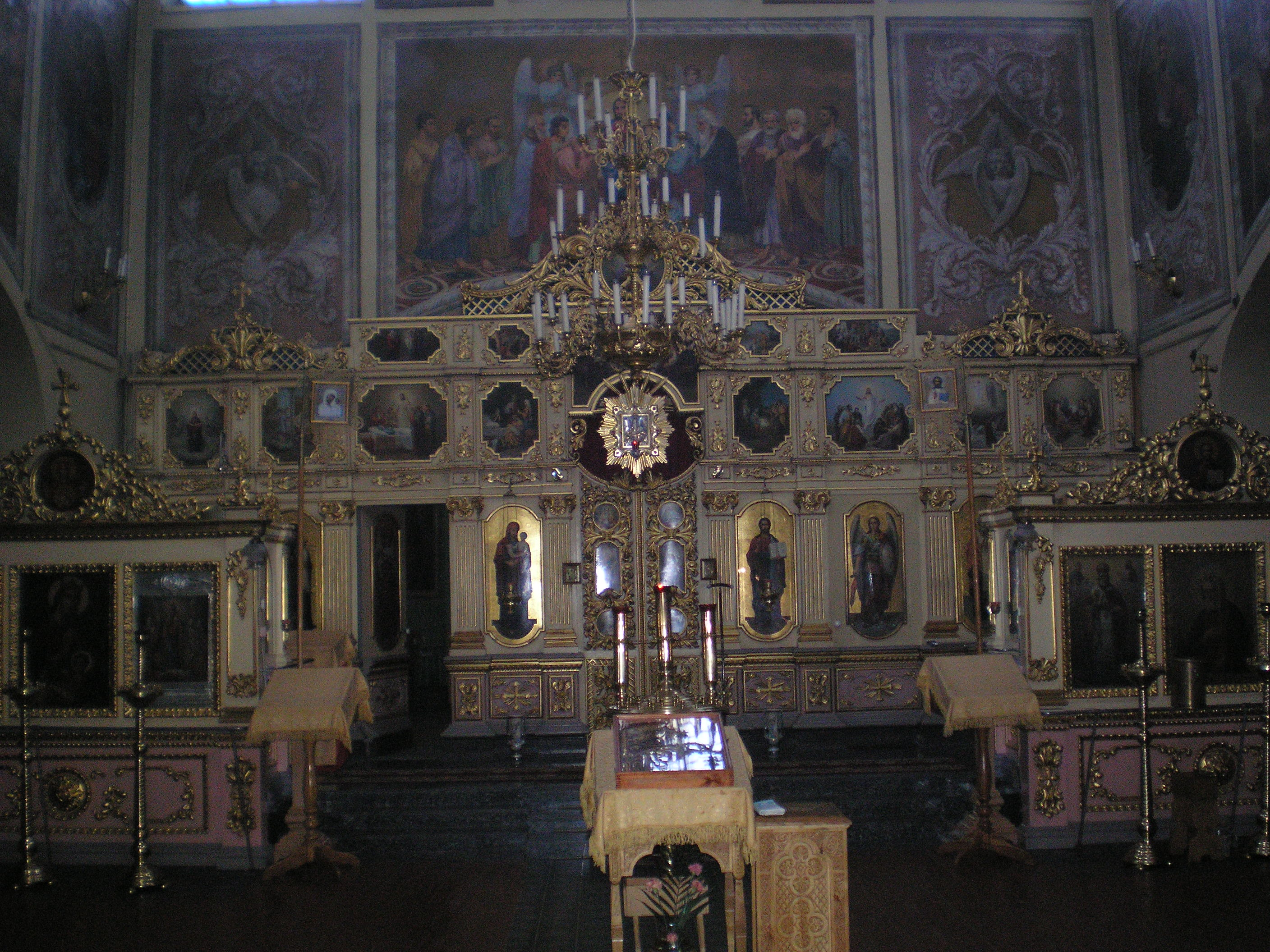
Cubierto con tejido de oro
(Monasterio de San Nicolás, Gómel, Bielorrusia).

Un Analogion (en griego: Άναλόγιον) es un atril en el que se colocan los iconos, o el Evangeliario para la veneración de los fieles en la Iglesia ortodoxa y en las Iglesias orientales católicas.
- Datos: Q2416182
- Multimedia: Analogions / Q2416182